# 振り向かない/ガムシャラ バタフライ
「振り向かない／ガムシャラ バタフライ」（ふりむかない／-）は、山崎まさよし通算6枚目のシングル。1997年10月22日発売。発売元はポリドール・レコード。

## 解説
- 初の両A面シングル。
- 「振り向かない」はTBS系『世界ウルルン滞在記』のエンディングテーマ・ソング。
- 「ガムシャラ バタフライ」は、日産自動車「パルサー」のCMソングに起用された。自動車メーカーから「速い曲」というリクエストがあって書かれた曲だが、どういう意味で「速い」曲にすればいいのか悩んだという[1]。
- ライブで頻繁に披露される「ガムシャラ バタフライ」であるが、「振り向かない」はひととき、滅多に歌われることがなかった。その理由を山崎は「（歌詞が）女々しいから」と述べていた。2005年のツアー「YAMAZAKI MASAYOSHI ARENA 2005」でも歌われるなど、その後は披露される機会も増えた。

## 収録曲
1. 振り向かない　（4:53）
TBS系「世界ウルルン滞在記」エンディングテーマソング
2. ガムシャラ バタフライ　（2:48）
「日産パルサー」CMソング
3. mud skiffle track IV　（1:28）
4. 振り向かない（karaoke）
5. ガムシャラ バタフライ（karaoke）

- 作詞・作曲: 山崎将義
- 編曲: 山崎将義・中村キタロー・森俊之 #1 、山崎将義・中村キタロー #2 、山崎将義 #3

## 収録作品
- 振り向かない （Single Version）
  - BLUE PERIOD
- 振り向かない （prototype'94）
  - ステレオ2
- 振り向かない （Live Version #1）
  - ONE KNIGHT STANDS
- 振り向かない （Live Version #2）
  - WITH STRINGS
- ガムシャラ バタフライ （Single Version）
  - BLUE PERIOD
- ガムシャラ バタフライ （Album Mix）
  - ドミノ　（3rd アルバム）
- ガムシャラ バタフライ （Live Version #1）
  - ONE KNIGHT STANDS
- ガムシャラ バタフライ （Live Version #2）
  - Transit Time
- mud skiffle track IV
  - OUT OF THE BLUE